# Sueonia
Sueonia (en sueco: Svealand /svɪalænd/ⓘ; en nórdico antiguo: Svíþjóð) es el nombre de una región histórica de Suecia, el núcleo histórico de las «tierras de Suecia» («landsdelar»). Se encuentra en el centro sur de Suecia y limita al norte con Norlandia y al sur con Gotia, de la que está separada por un área de profundos bosques —Tiveden, Tylöskog y Kolmården. Históricamente, sus habitantes fueron llamados sueones. 
Sueonia comprendía las regiones de la capital Mälardalen, en el este del país; Roslagen al noreste; el antiguo distrito minero de Bergslagen, en el centro; y Dalecarlia y Vermelandia en el oeste. 
El nombre de Suecia, en sueco, «Svea rike» (en ortografía moderna: «Sverige») o «reino de los suecos», originalmente solo se refería a Sueonia. Otras formas son «Sweoðeod» (noruego antiguo/islandés) «Svíþjóð» y «Sweorice». Cuando los dominios de los reyes de Suecia aumentaron, el nombre Svealand comenzó a ser utilizado para separar el territorio original («Suecia verdadera») de los nuevos territorios anexionados. 

## Provincias históricas
Sueonia se compone de los siguientes seis Provincias históricas de Suecia (landskap): 
| - Dalecarlia - Nericia - Sudermania - Uplandia - Vermelandia - Vestmania | Dalecarlia · Nericia · Sudermania · Uplandia · Vermelandia · Vestmania |

Estocolmo, la capital sueca, se encuentra entre las provincias de Uplandia y Sudermania, y una frontera de piedra se pueden encontrar en la calle Västerlånggatan ("la calle larga occidental") en la ciudad vieja de Estocolmo (Gamla stan).

## Historia
Sueonia era la Suecia original, a las que dio su nombre. Esto se apoya en fuentes lingüísticas medievales, como las sagas. En nórdico antiguo y en anglosajón «Sueonia» (Svealand) y «Suecia» (Sverige) son sinónimos y se describe como el país de «Gotia» (Götaland). 
- En el Sögubrot af nokkrum fornkonungum, por ejemplo, Kolmården entre Sueonia y Ostrogotia es descrita como la «frontera entre Suecia y Ostrogotia».[2]
- En Hervarar saga, el rey Ingold I pasa a Suecia a través de Ostrogotia.[3]
- El Señor Bo Jonsson Grip, probablemente uno de los más familiarizados con la geografía del reino sueco, ya que poseía más de la mitad de ella, en su testamento de 1384, dijo que el reino consistió en Swerige (Suecia, «Sueonia»), Österland (Finlandia) y Göthaland (Gotia).
- La versión sueca del siglo XV de la Þiðrekssaga dice que Vilkinaland era antiguamente el nombre para Suecia (Swerige) y Gotia (Göthaland).[4]

Una cruzada iniciada por los reyes de Sueonia durante el siglo XII finalmente les llevó a conquistar los territorios del este, las provincias de Österland, un antiguo nombre de Finlandia. 
En la Alta Edad Media la moderna provincia de Gestricia fue parte de Tiundaland, uno de los tres elementos que formaban la moderna provincia de Uplandia, que por tanto, cuenta como una parte de Sueonia. 
Durante un tiempo a principio del siglo XIX, la provincia de Vermelandia pertenecía a la Corte de Apelaciones de Sueonia. A pesar de que Vermelandia históricamente perteneció a Gotia, por costumbre ha sido durante mucho tiempo considerada como parte de Sueonia.